# Метели (Алтайский край)
Метели — посёлок в Шипуновском районе Алтайского края России. Входит в состав Белоглазовского сельсовета.

## География
Посёлок находится в центральной части Алтайского края, в пределах степной зоны Предалтайской равнины, на левом берегу реки Чарыш, на расстоянии примерно 20 километров (по прямой) к юго-востоку от села Шипуново, административного центра района. Абсолютная высота — 167 метров над уровнем моря.
Климат характеризуется как континентальный. Средние показатели температуры воздуха в зимний период находятся в диапазоне между −15 и −10 °C, летом — в диапазоне между 15 и 20 °C. Количество осадков, выпадающих зимой, в среднем составляет 187 мм, летом — 273 мм.

## История
Основан в 1756 году. Название — по фамилии И. М. Метелева, жителя с. Тугозвоново. В начале 1750-х гг. у И. М. Метелева в селе Тугозвоново жил изобретатель паровой машины И. И. Ползунов. К концу зимы И. М. Метелев отвёз И. И. Ползунова в Барнаул, а по приезде из города весной поселился на левом берегу Чарыша, таким образом основав посёлок Метели.
В 1763 году в селе проживало 6 человек. По данным 1882 года в селе было 44 двора и 143 жителя.
По данным 1926 года имелось 228 хозяйств и проживало 1309 человек (в основном — русские). Действовали школа I ступени и лавка общества потребителей. В административном отношении являлись центром Метельского сельсовета Чарышского района Рубцовского округа Сибирского края.

## Население
| 1926 | 1997 | 1998 | 1999 | 2000 | 2001 | 2002 |
| ---- | ---- | ---- | ---- | ---- | ---- | ---- |
| 1309 | ↘421 | ↘407 | ↘403 | ↘398 | ↘396 | ↘384 |
| 2003 | 2004 | 2005 | 2006 | 2007 | 2008 | 2009 |
| ↘380 | ↘377 | ↗394 | ↘380 | ↘379 | ↘358 | ↘335 |
| 2010 | 2011 | 2012 | 2013 |      |      |      |
| ↘303 | ↘302 | ↗308 | ↘294 |      |      |      |

Согласно результатам переписи 2002 года, в национальной структуре населения русские составляли 97 %.
В 2012 г. в Метелях проживало 325 человек в 119 дворах.

## Инфраструктура
Функционируют основная общеобразовательная школа и фельдшерско-акушерский пункт (филиал Шипуновской районной больницы).

## Улицы
Уличная сеть посёлка состоит из четырёх улиц: Весенняя, Водстроевская, Майская, Чарышская.